# Pianificazione aziendale
La pianificazione aziendale, in economia aziendale, è il sistema attraverso il quale l'azienda definisce i suoi obiettivi e le azioni necessarie per raggiungerli. Gli obiettivi, a loro volta, possono essere definiti come risultati futuri, misurabili, che si prevede di conseguire entro un determinato tempo (il loro orizzonte temporale).

## La pianificazione nel contesto dell'economia aziendale
Padre fondatore dell’economia aziendale fu Gino Zappa, studioso di economia aziendale, economista e accademico italiano. Secondo Zappa l'economia aziendale consiste nell'elaborazione e nella messa in atto di obiettivi e tecniche volte al raggiungimento di scopi aziendali, e al suo interno la gestione aziendale si divide in:
- Pianificazione, in cui vengono definite le strategie necessarie e vengono valutate delle idee con cui poi verranno creati gli obiettivi su un periodo medio-lungo dai 3 ai 5 anni
- Programmazione, in cui vengono definite altre strategie, ma a breve termine, e in pratica vengono messi in atto gli obiettivi
- Controllo dell’azienda, in cui viene verificato se essa è riuscita ad arrivare agli obiettivi

## Descrizione
In termini generali la pianificazione è il processo con il quale, dato un sistema sociale, si stabilisce uno stato futuro dello stesso ritenuto desiderabile (obiettivo) e si individuano le azioni per conseguirlo (piano d'azione) e le risorse per mettere in atto queste azioni. Il prodotto della pianificazione prende il nome di piano. La pianificazione può interessare sistemi sociali di differenti dimensioni: da un intero sistema economico (pianificazione macroeconomica) o sociale ad una singola azienda (pianificazione aziendale).
Il sistema di pianificazione aziendale è normalmente connesso al sistema di controllo di gestione, il quale ha lo scopo di guidare la gestione aziendale verso il conseguimento degli obiettivi pianificati, evidenziando gli scostamenti tra questi ultimi e i risultati della gestione e mettendo così i responsabili in grado di decidere e attuare le opportune azioni correttive. Tale stretta integrazione fa sì che normalmente, sia a livello teorico che pratico, si parli di “sistema di pianificazione e controllo”.

## Componenti del sistema
Le componenti del sistema di pianificazione, programmazione e controllo sono:
- Struttura organizzativa
- Sistema informativo
- Processo
- Informazioni

Struttura organizzativa

La struttura organizzativa dell’azienda è piramidale poiché le persone che dirigono l’azienda non riuscirebbero da sole a controllare tutto il team di persone sotto di loro. Per questo motivo vengono delegate altre persone sotto di loro e così via in modo tale che ognuno abbia il compito di controllare una precisa parte dell’azienda. Ognuno quindi ha delle responsabilità ben precise ed ha comunque il compito di riuscire a far arrivare l’azienda all’obiettivo. Dopo che l’azienda si è prefissata gli obiettivi, per far sì che questi vengano raggiunti, l’azienda individua dei responsabili che hanno il compito di sorvegliare ogni situazione fino al raggiungimento dell’obiettivo.
Per il raggiungimento dell’obiettivo si fa riferimento anche agli stakeholder, ossia tutte le persone interessate al raggiungimento dell’obiettivo. In particolare, nella pianificazione aziendale, esistono 5 categorie di stakeholder:
- Clienti
- Personale
- Fornitori
- Azionisti
- Comunità

Sistema informativo

Le informazioni necessarie all'azienda si trovano nel sistema informativo. Le persone che possono accedere a questo tipo di informazioni sono:
- il vertice strategico;
- i dirigenti della linea intermedia;
- il nucleo operativo.

Il sistema informativo viene diviso in due parti:
- La prima parte è quella fisica che viene utilizzata per le informazioni, mediante l’hardware e il software;
- La seconda parte invece riguarda la coordinazione dei dati e regola la sua trasmissione.

Inoltre il sistema informativo si può dividere in due sottoinsiemi:
- Sistema informativo non contabile dove vengono registrate tutte le informazioni aziendali;
- Sistema informativo contabile dove si trovano sia le informazioni interne all'azienda sia le informazioni esterne.

Processo

Inizialmente nella fase di processo vengono analizzati tutti i vincoli che l’azienda ha con l’interno e l'esterno. Dopodiché inizia la fase di pianificazione aziendale con decisioni di medio lungo periodo. Queste idee poi vengono messe in pratica creando appunto gli obiettivi di breve periodo per realizzare le decisioni a medio lungo termine.

Informazioni

Prima di prendere una decisione bisogna valutare bene le varie proposte, anche e soprattutto in termini economici. Il costo riveste un ruolo fondamentale nella pianificazione, programmazione e controllo di un'azienda.

## Pianificazione
La pianificazione aziendale riguarda una serie di eventi o fatti che si susseguono ininterrottamente e che con il passare del tempo possono portare a risvolti negativi o positivi. Nonostante essa sia a stretto contatto con la vita umana le decisioni prese dai vari dipendenti dell’azienda devono essere totalmente oggettive; per questo è importante pianificare una serie di obiettivi con razionalità.
La pianificazione aziendale ha inizio quando viene fatta un’indagine prospettiva, ossia lo studio e l’investigazione del futuro mediante ipotesi sulla pianificazione e sull’andamento dell’azienda.

### Scopo
La pianificazione aziendale ha lo scopo di aiutare l’azienda a monitorare l’andamento dell’azienda e a verificare che le tecniche e le decisioni prese siano conformi al raggiungimento dell’obiettivo.
Sono tre le verifiche usate dall’azienda per verificare l’efficienza della pianificazione:
- Durante la prima verifica, per capire se tutti i beni, pubblici o privati, siano in grado di portare all’obiettivo che l’azienda si è prefissato, viene controllato il rapporto tra ciò che l’azienda produce e le fonti.
- Nella seconda verifica l’azienda verifica a quanti bisogni può rispondere alla produzione di un dato bene.
- Nell'ultima verifica l’azienda controlla se la pianificazione aziendale si mantiene con il passare del tempo e per tutto il tempo necessario a raggiungere l’obiettivo.

### Livelli
La pianificazione può essere scomposta in diversi livelli, caratterizzati da un orizzonte temporale via via più ristretto e, correlativamente, da un maggior grado di dettaglio negli obiettivi. Si parla così di:
- pianificazione strategica, che traduce i fini aziendali (la mission) in obiettivi strategici, aventi un orizzonte temporale di lungo termine, pluriennale;
- pianificazione tattica, che traduce gli obiettivi strategici in obiettivi tattici, aventi un orizzonte temporale di medio termine (indicativamente da uno a 3-5 anni);
- pianificazione operativa, che traduce gli obiettivi tattici in obiettivi operativi (o gestionali) aventi un orizzonte temporale di breve termine (indicativamente non superiore all'anno).

Correlativamente si parla di piani strategici, tattici e operativi. Si usano anche i termini programmazione e programma quali sinonimo di pianificazione e piano in generale o, più frequentemente, di pianificazione operativa e piano operativo.
Va detto che la suddetta scomposizione in livelli è puramente teorica e nella prassi delle singole aziende può presentarsi con un'articolazione maggiore (evenienza rara) o minore (ad esempio fondendo la fase strategica e quella tattica, come avviene frequentemente). D'altra parte, sempre nella prassi aziendale, la fase di pianificazione operativa è normalmente indistinguibile da quella di budgeting, attività che rappresenta il momento iniziale del controllo di gestione.

### Il processo di pianificazione strategica
Secondo Robert N. Antony:
(Robert N. Antony)
Il concetto di strategia dunque è alla base della pianificazione aziendale. Anche il concetto di strategia, come quello di pianificazione, presenta più definizioni. Igor' Ansov avvicinò il concetto di strategia alla politica militare, dove la finalità principale è il raggiungimento dell’obiettivo, ossia la vincita di una guerra. Dunque, prima di creare una strategia, in questo caso aziendale, bisogna studiare a fondo il nemico, confrontando i propri punti di forza e di debolezza con quelli dell’azienda “nemica”.
Per far sì che l’azienda arrivi all’obiettivo la pianificazione strategica ha il compito di regolare i rapporti fra gli stakeholder e l’azienda. Per ottimizzare la struttura piramidale dell’azienda e agevolare il personale, l’azienda viene divisa in centri:
- Centri di spesa, in cui vengono creati prodotti non solo per l’interno ma anche per altri centri aziendali;
- Centri di costo, in cui il capo del reparto deve rispettare alcuni standard aziendali e contenere i suoi costi;
- Centri di ricavo, in cui gli addetti hanno la responsabilità dei ricavi ottenuti dai materiali prodotti e venduti;
- Centri di profitto, in cui gli addetti hanno la responsabilità sia del costo delle operazioni per la produzione dei materiali sia del materiale ottenuto;
- Centri di investimento in cui gli addetti hanno la responsabilità del capitale investito;
- Centri finanziari, da cui passano i finanziamenti;
- Centri contabili, a cui arrivano i conti economici e finanziari.

La pianificazione è qualcosa di più della semplice previsione, volta a formulare ipotesi sulla probabile evoluzione futura dei fenomeni che interessano l'azienda, in assenza di interventi da parte della stessa. Infatti, pur partendo da queste ipotesi, la pianificazione implica la volontà di controllare l'evoluzione dei fenomeni e comporta, quindi, l'assunzione di decisioni su:
- gli obiettivi che si vogliono conseguire nell'orizzonte temporale considerato, obiettivi che devono essere SMART, acronimo di specific (specifico, non generico), measurable (misurabile), achievable (raggiungibile), realistic (realistico) e time-bound (da raggiungere in un tempo definito);
- le attività necessarie per conseguire gli obiettivi e le risorse (umane, materiali, finanziarie ecc.) impiegate per svolgerle;
- i tempi, le modalità e l'organizzazione per acquisire (se non già disponibili) ed impiegare le risorse.

Queste decisioni sono formalizzate con la redazione di piani relativi alle singole aree (ad esempio, funzionali) nelle quali si articola l'azienda, che sono poi integrati in un unico piano aziendale, sottoposto all'approvazione dell'organo competente. Per l'assunzione delle decisioni possono essere usate metodologie specifiche: ne sono esempi l'analisi SWOT, usata per la pianificazione strategica, e le metodologie di valutazione dell'investimento, usate per le decisioni di investimento.
Il processo di pianificazione (planning) non si esaurisce con l'approvazione dei piani: l'andamento della loro attuazione va, infatti, verificato nel tempo, giungendo anche alla revisione o all'aggiornamento degli stessi in caso di eventi rilevanti, quali forti scostamenti non recuperabili, mutamento delle condizioni al contorno, variazioni di strategia ecc. Per i piani a breve termine può essere formalizzata anche un'attività di verifica ed aggiornamento periodica, ad esempio trimestrale.
In certi casi, sempre più frequenti nella realtà attuale, il raggiungimento dello stato futuro, che costituisce obiettivo della pianificazione, comporta una transizione organizzativa o di business, legata a scenari di cambiamento significativi; in casi come questi si parla di change management, riferendosi con tale termine agli strumenti ed ai processi utilizzati per realizzare e supportare la transizione.
Le moderne attività di pianificazione aziendale si ispirano anche alle scienze militari, in particolare ai metodi ove si richiede l'abilità di agire in condizioni incerte e operare all'interno di contesti di informazione caratterizzati da imprecisione e ambiguità, con una continua ritaratura in corso d'opera.

## Programmazione
Subito dopo la fase di pianificazione si ha la fase di programmazione in cui tutte le idee vengono trasformate in programmi mediante la formulazione del budget.

### Il budget
Mediante il budget vengono prodotti programmi aziendali che servono per la realizzazione degli obiettivi. Si tratta di trasformare gli obiettivi strategici, individuati durante la pianificazione, in obiettivi operativi che serviranno per la realizzazione del budget.
Altro scopo del budget è quello di servire delle linee guida ai responsabili, in modo tale da guidarli verso il raggiungimento dell'obiettivo a breve termine. Solitamente il budget ha validità annuale. La realizzazione del budget si divide in più fasi:
- Nella prima fase si espongono gli obiettivi dei piani pluriennali;
- Nella seconda fase si dà vita ad un piano per la vendita, la produzione e le scorte per permettere di capire quanti prodotti devono essere creati;
- Nella terza fase viene determinato il costo della realizzazione di tali prodotti;
- Nella quarta fase viene fatta un'idea su quello che sarà il ricavo finale;
- Nella penultima fase vengono scritti i budget principali come per esempio quello legato agli investimenti;
- Nell'ultima fase si hanno i budget aziendali.

## Il controllo
Dopo la fase di pianificazione e di programmazione si passa all’ultima fase, la fase di controllo, in cui viene verificato se l’azienda, nelle precedenti fasi, è riuscita a raggiungere l’obiettivo prefissatosi durante la pianificazione aziendale.
La fase di controllo si divide in:
- Controllo a posteriori (o controllo reattivo), durante il quale vengono confrontati i dati preventivi con quelli previsionali;
- Controllo concomitante, che impiega meccanismi di controllo durante lo svolgersi di un’attività in esecuzione;
- Controllo preventivo che aiuta a prevenire risultati spiacevoli.

Si individuano però due macro categorie di controllo:
- Controllo sui compiti assegnati, il quale controlla che il lavoro assegnato al personale venga svolto in modo corretto. Chi non rispetta le regole imposte dal management subirà delle penalità;
- Controllo sui risultati, il quale cerca di stimolare il personale a continuare il lavoro verso il raggiungimento dell’obiettivo. A differenza del controllo sui compiti, tale controllo stabilisce delle ricompense ai dipendenti che raggiungeranno l’obiettivo.

Per far sì che l’intero sistema di pianificazione funzioni correttamente l’azienda attua un continuo miglioramento e cerca di sviluppare sempre nuovi processi volti a migliorare i risultati.